# Хор Вірап

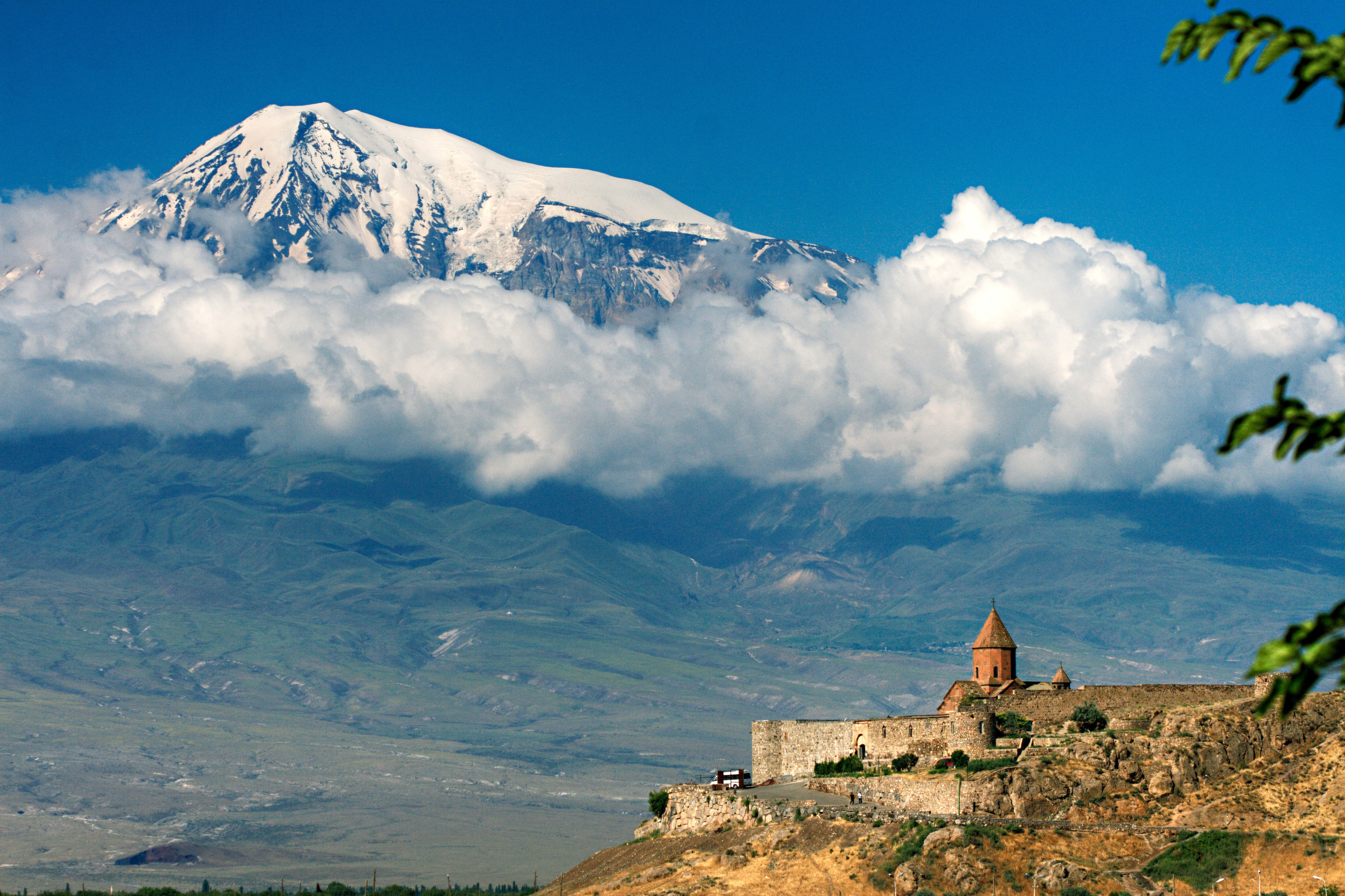
Монастир Хор Вірап взимку

Хор Вірап (вірм. Խոր Վիրապ, означає глибока яма) — один із найвідвідуваніших туристами монастирів у Вірменії, розташований на вірменсько-турецькому кордоні, неподалік гори Арарат.
Згідно із легендою, монастир побудований на місці 13-річного ув'язнення у підземеллі Григорія Просвітителя, який пізніше став першим католикосом Вірменської церкви.
Зараз на території монастиря знаходиться церква Богоматері та капличка Григорія, у якій знаходиться вхід у яму, в якій власне і був ув'язнений Григорій.
Монастир розташований неподалік від Єревана, в марзі (області) Арарат. Туди можна потрапити як численними екскурсійними турами, так і власним авто по трасі Єреван — Горіс.

## Фотогалерея

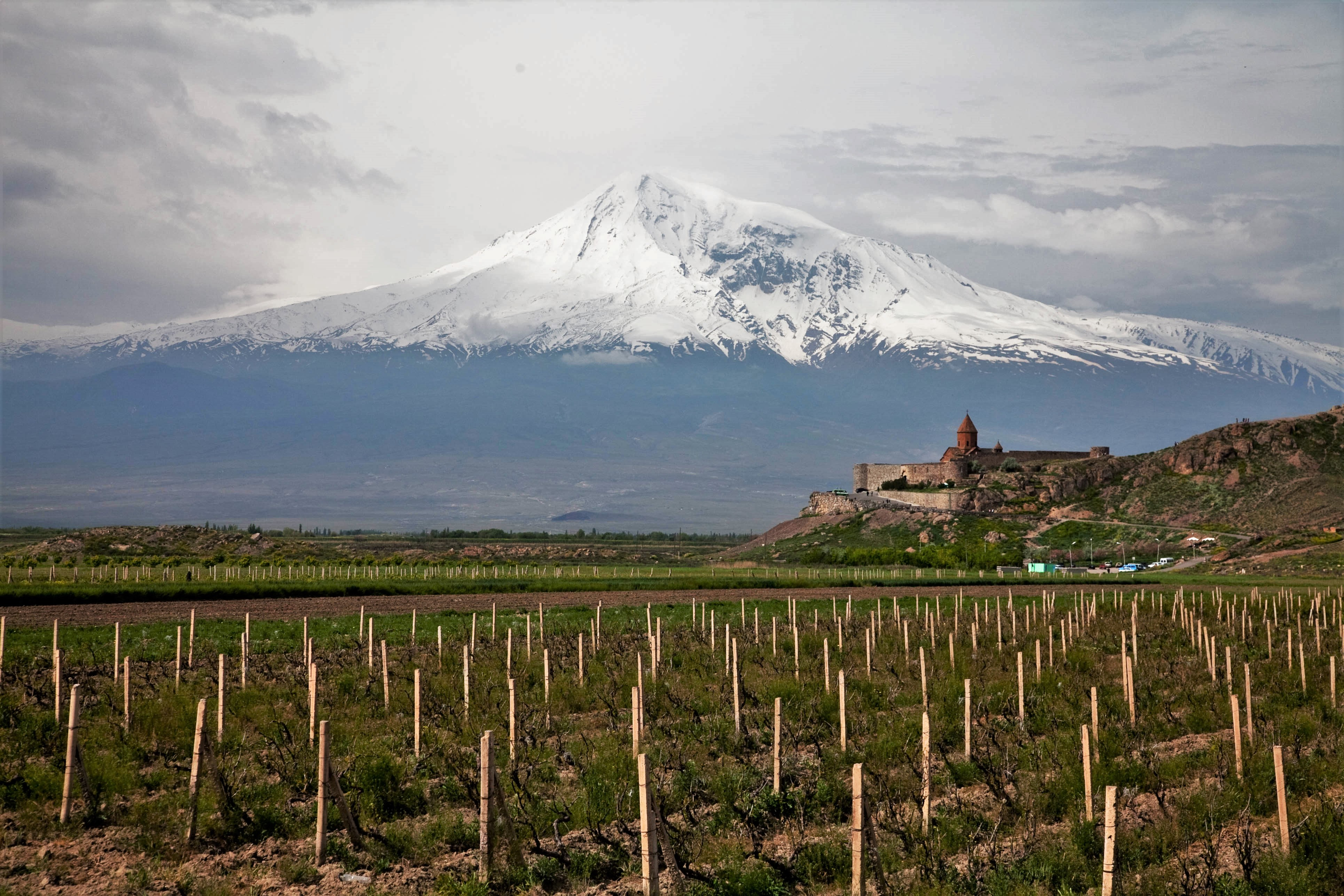
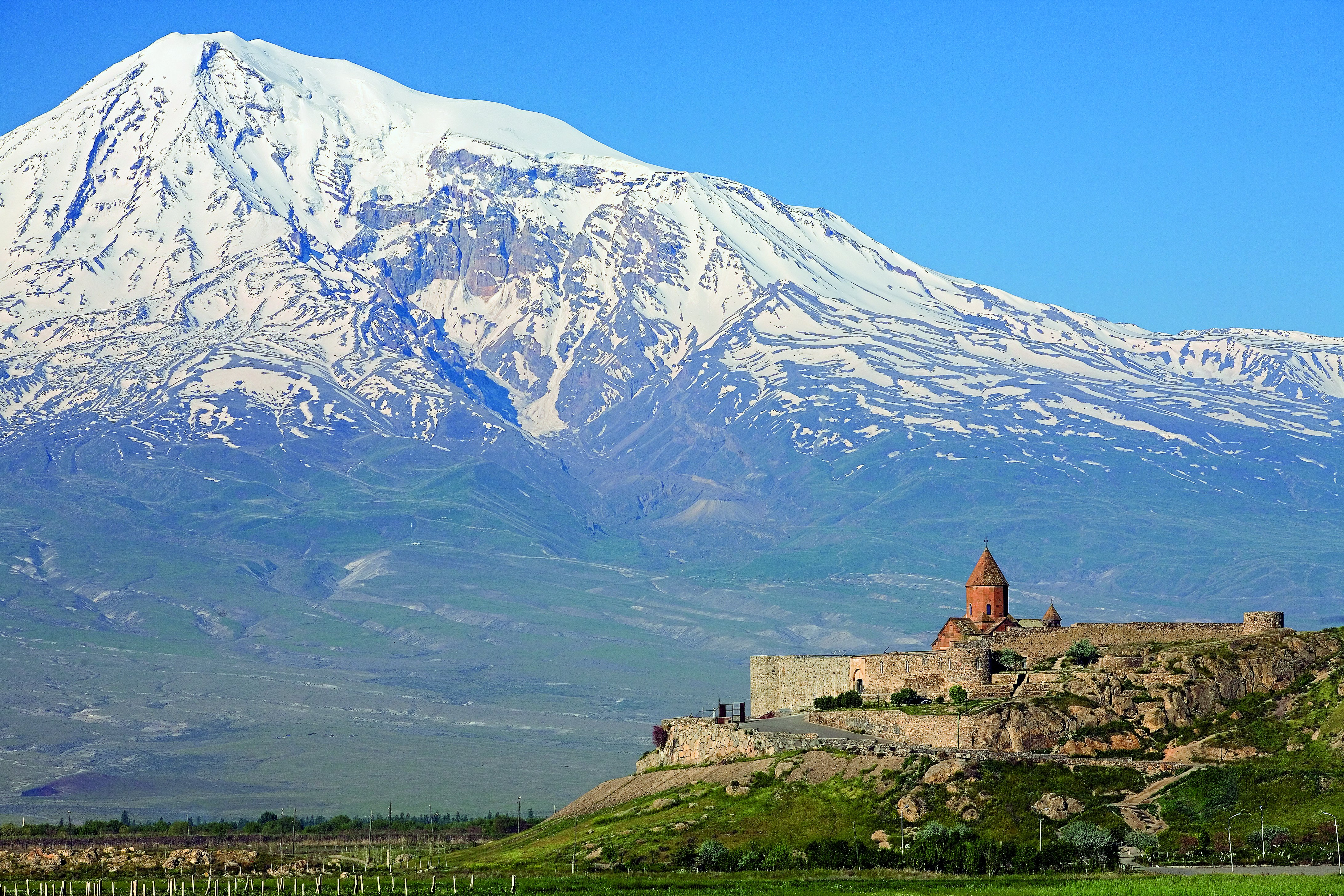
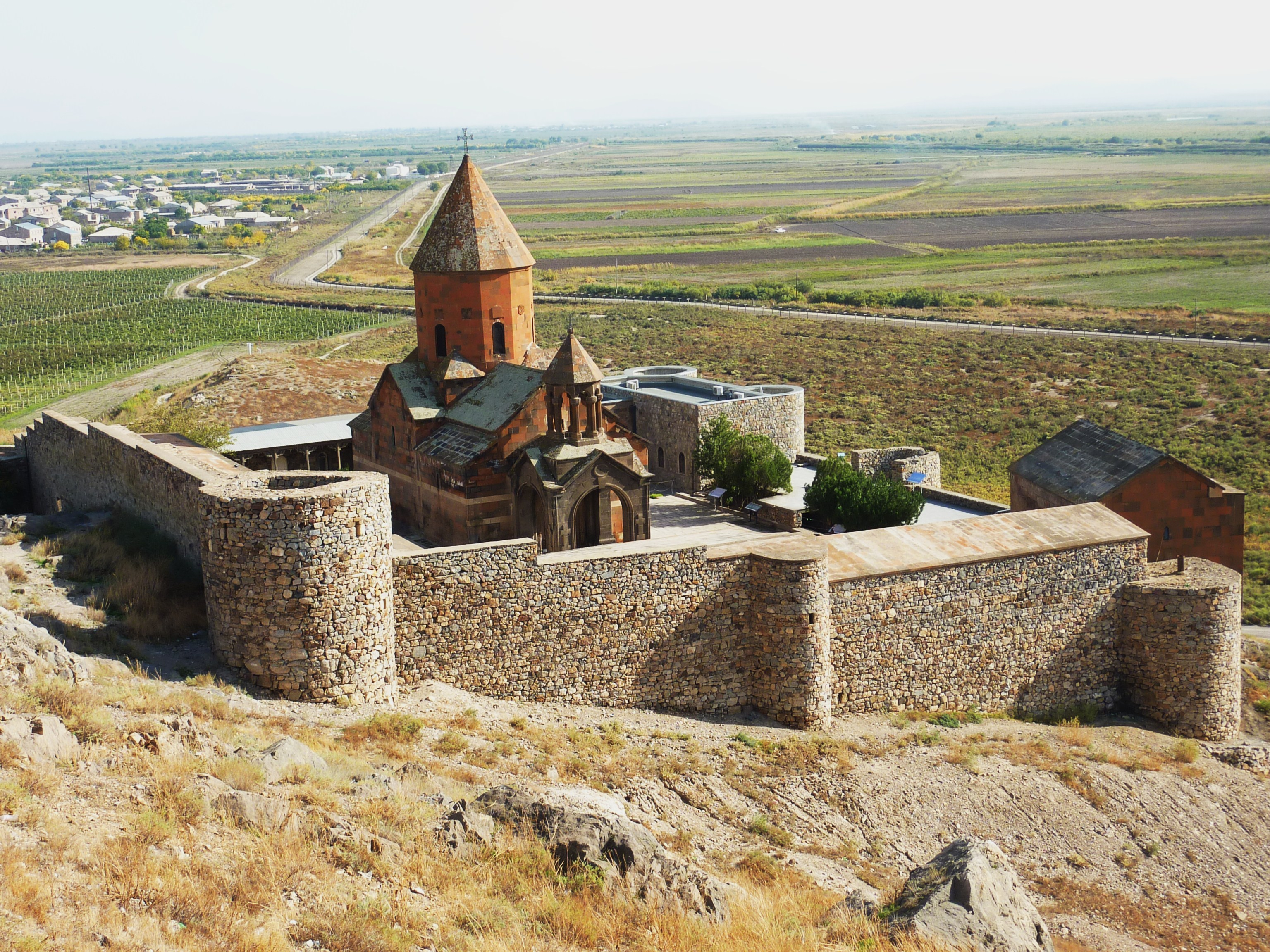
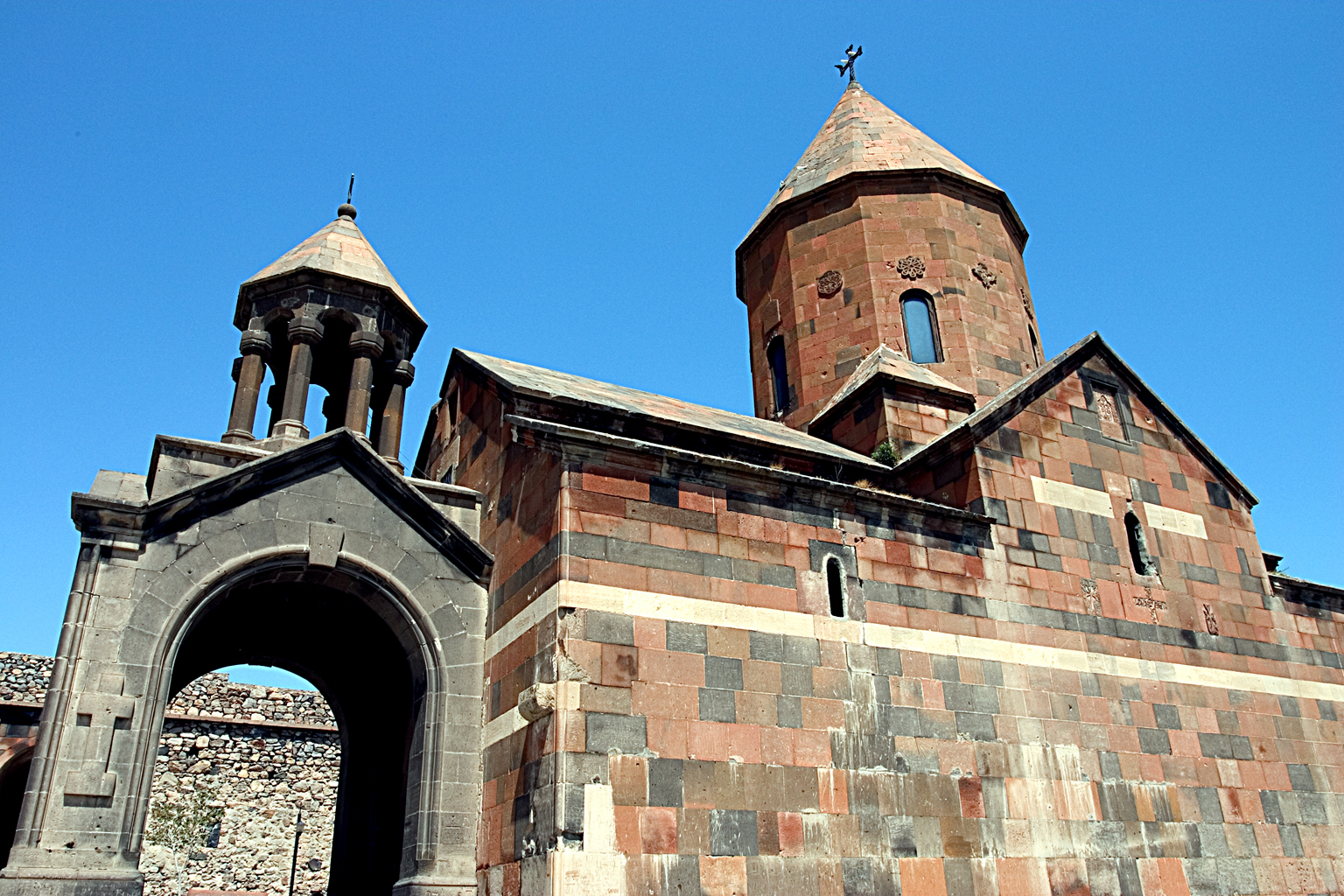
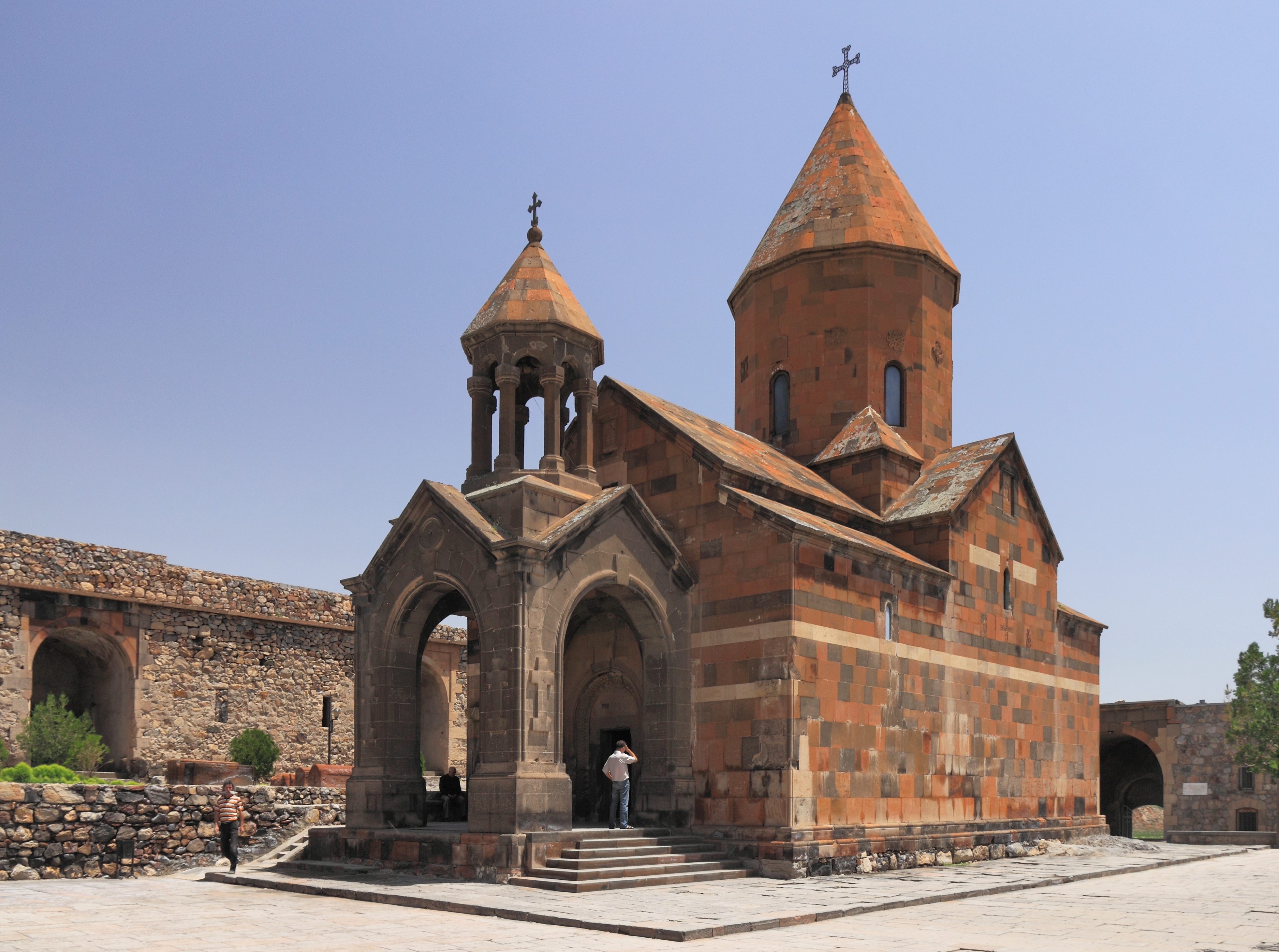
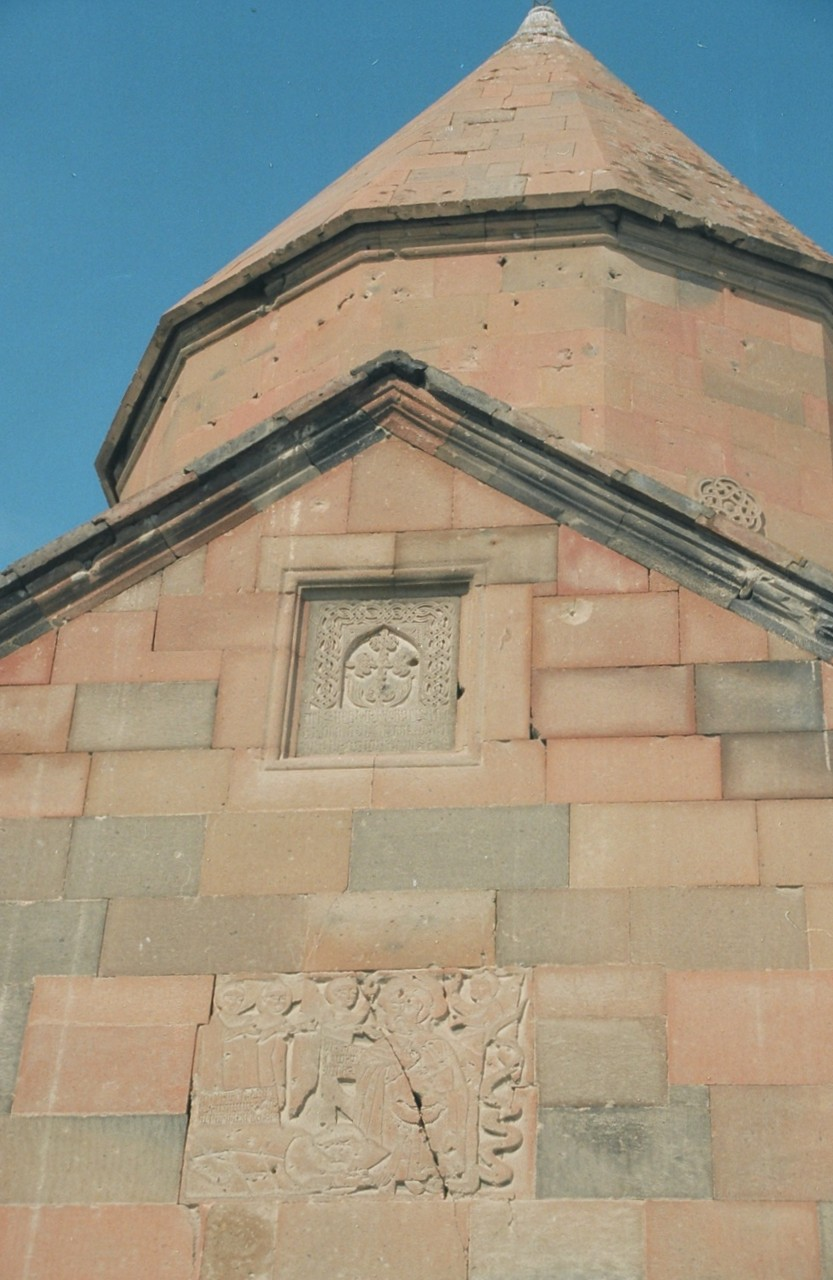
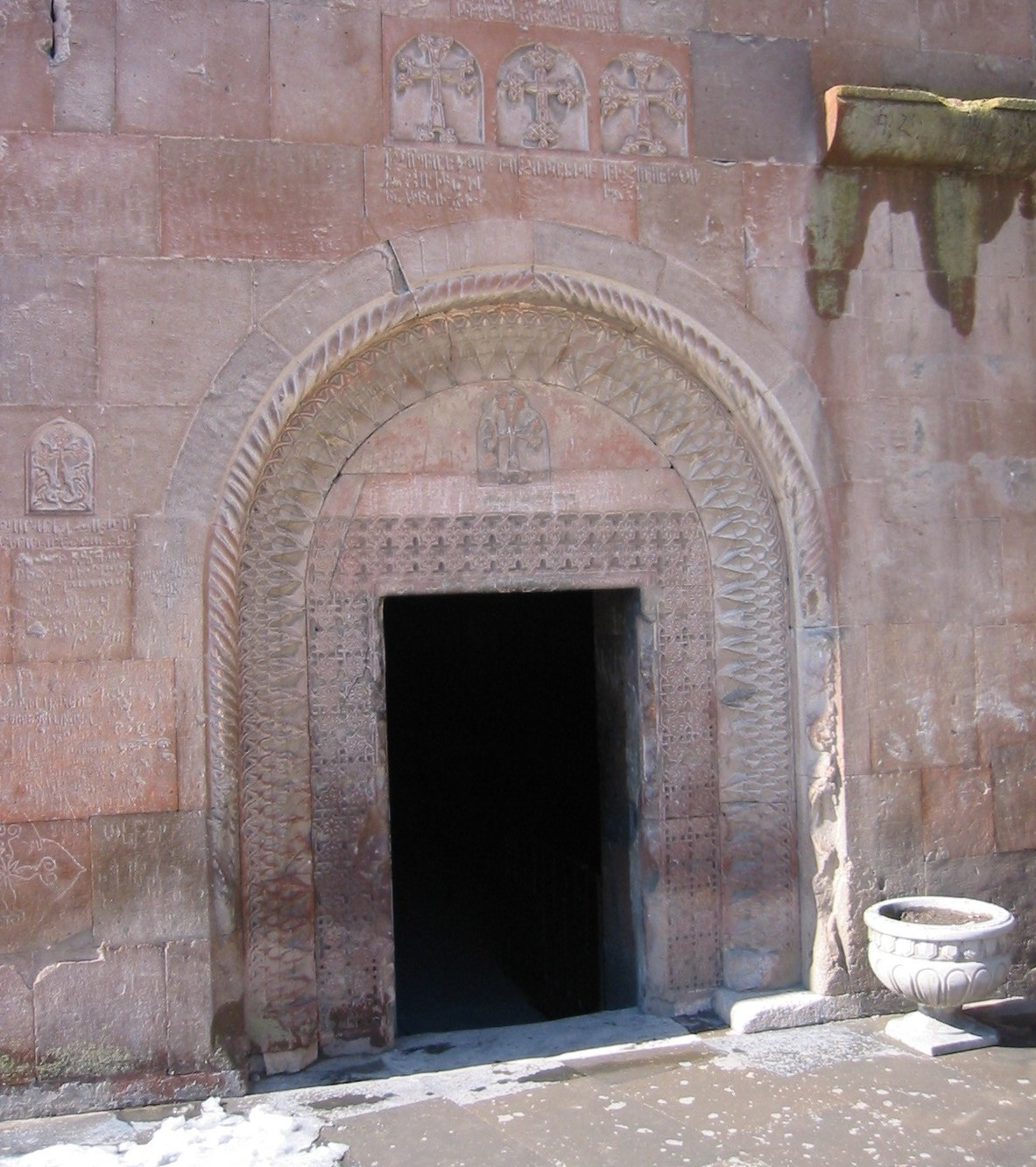
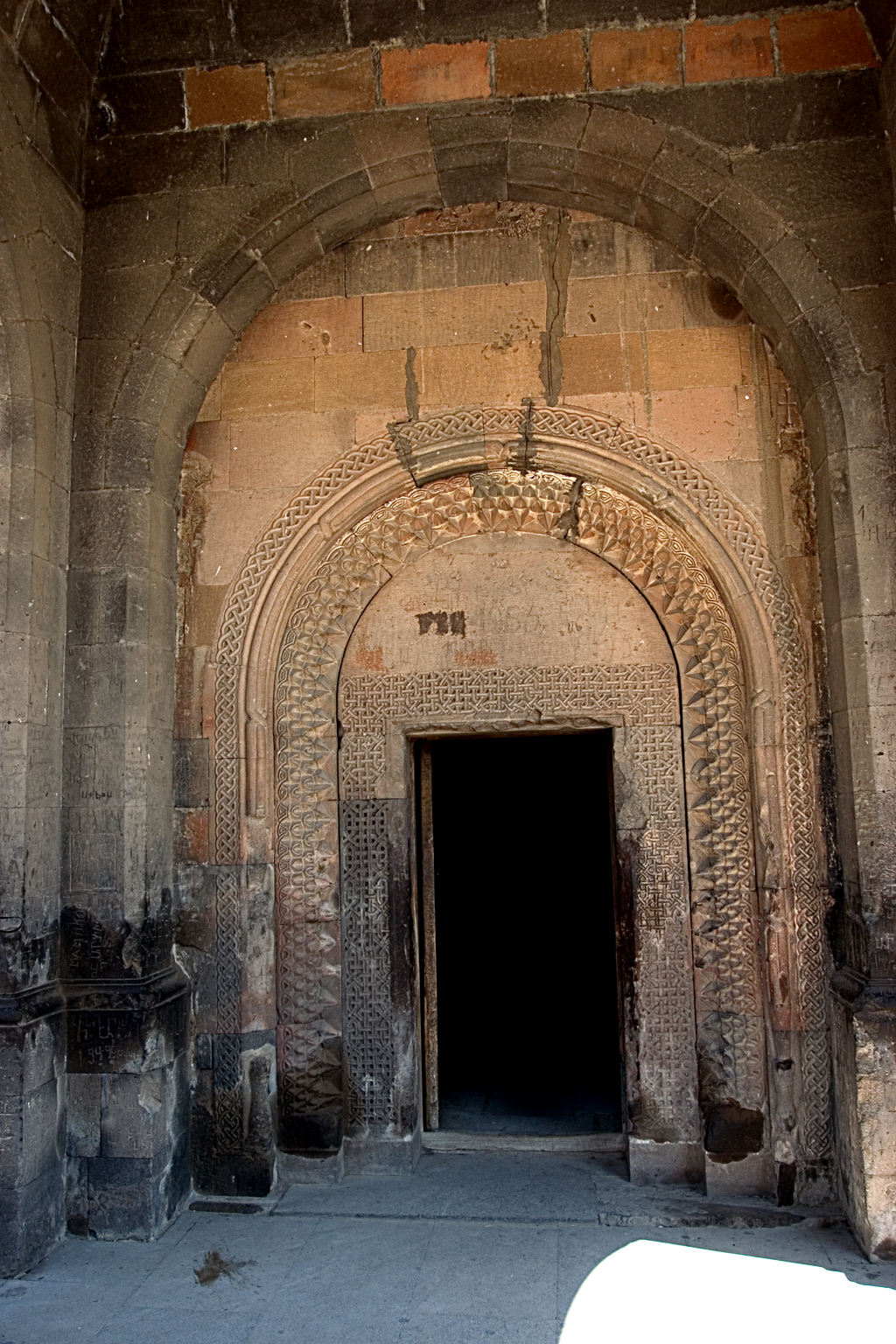
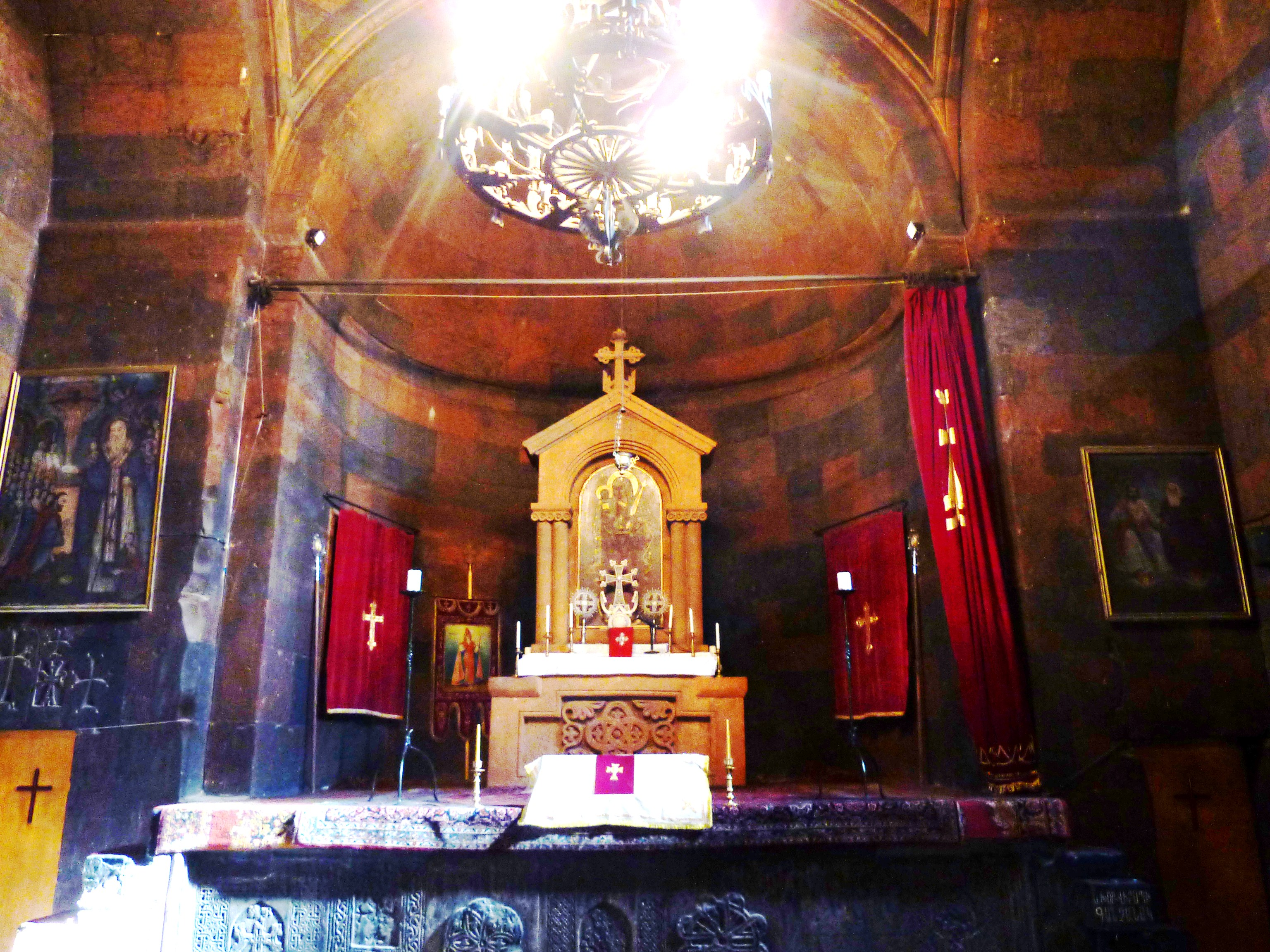
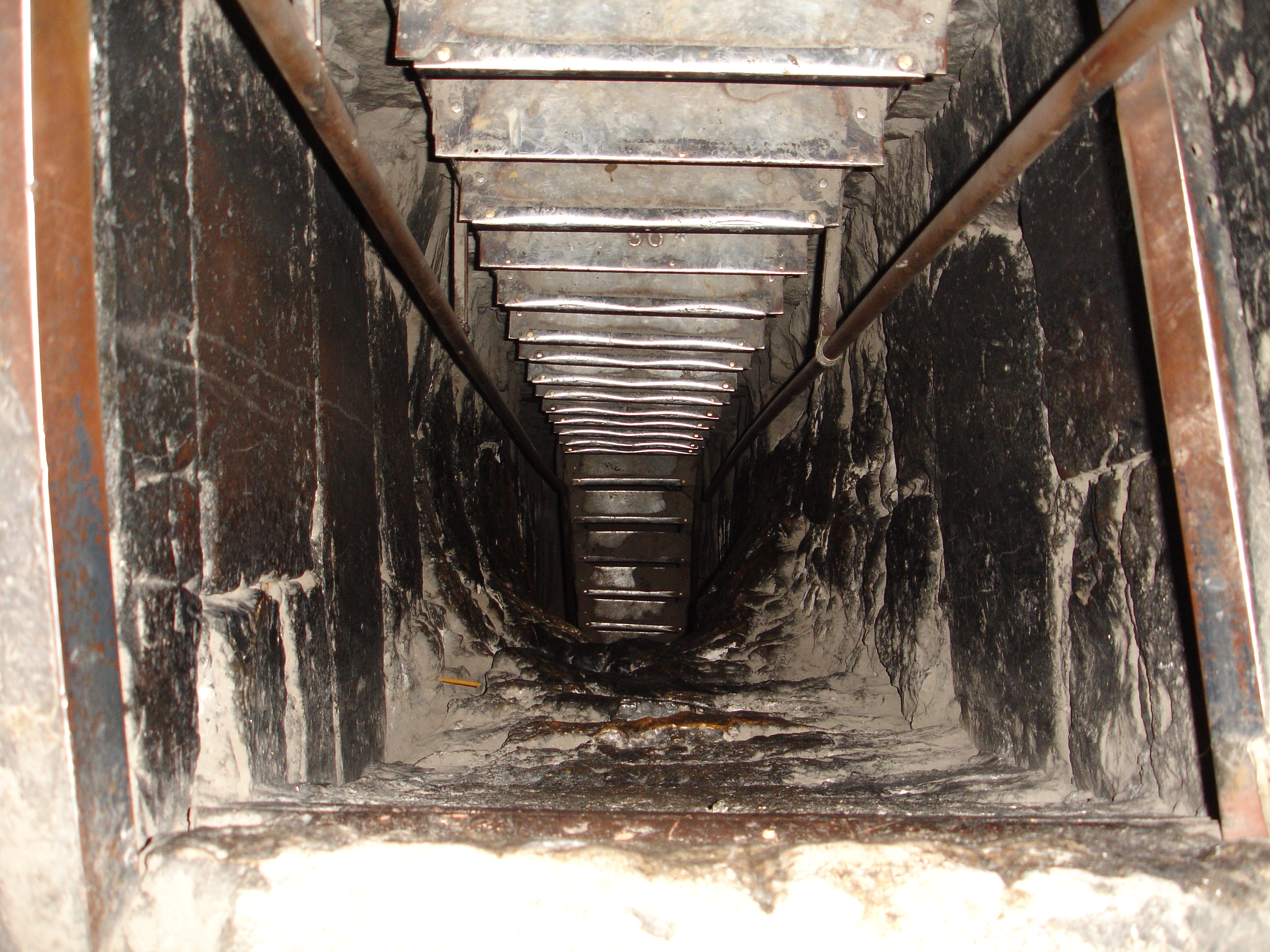
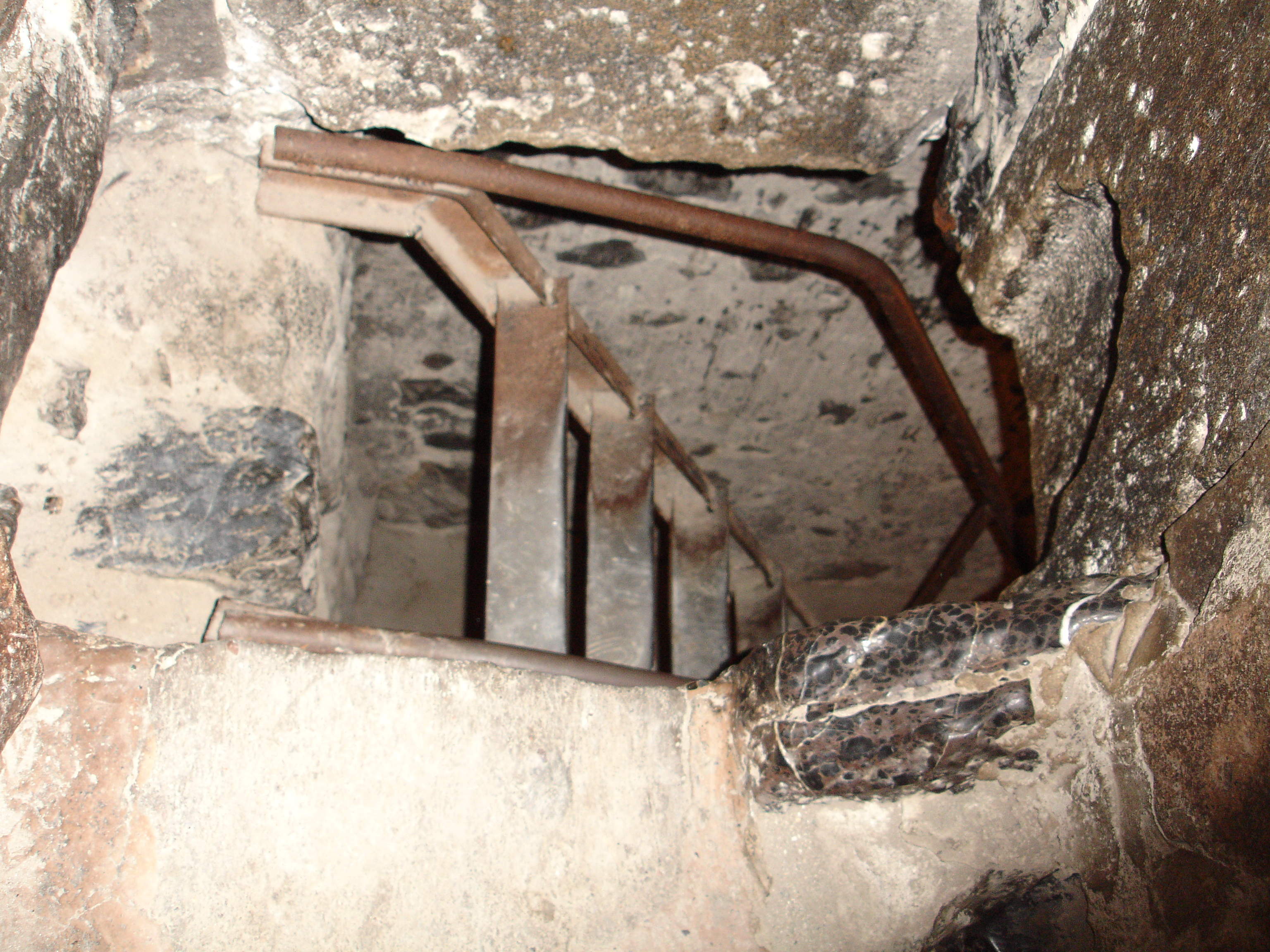
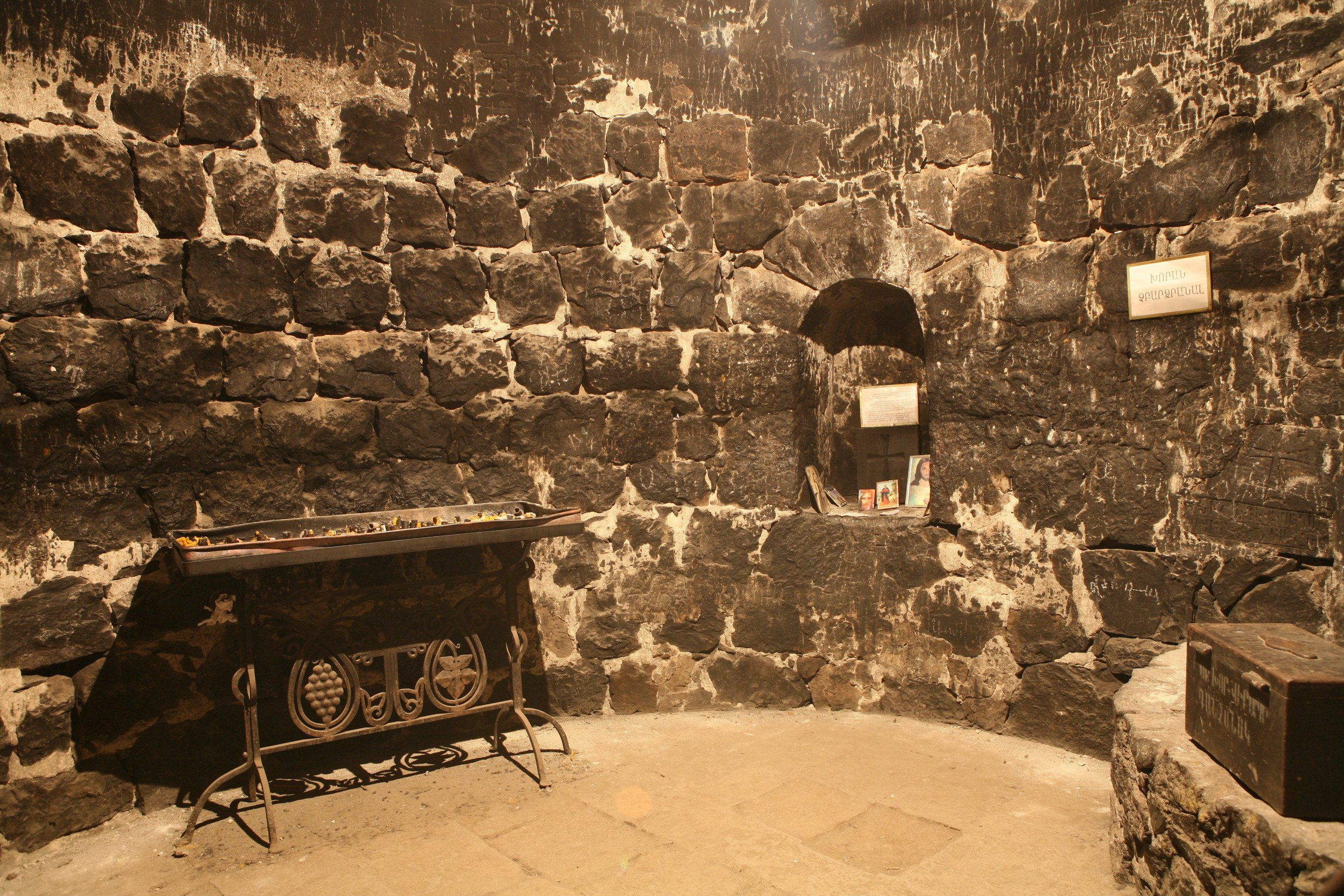